# Windwardtidesandwaywardsails
Windwardtidesandwaywardsails è il settimo album studio del gruppo punk statunitense Down by Law, pubblicato il 6 maggio 2003. Questo album segna la prima volta dal 1993 in cui lo stesso batterista ha suonato in due album consecutivi della band.

## Tracce
1. Next to Go – 2:15
2. Put the Boots In – 2:19
3. Capitol Riots – 3:29
4. Convoluted – 2:07
5. Superheroes Wanted – 2:51
6. Going Wrong – 1:56
7. (I Wanna Be In) AC/DC – 3:50
8. Kickdown – 2:17
9. Baked With Sublime – 2:03
10. 8th and Main – 3:38
11. Easy Street – 1:50
12. Johnny Law – 2:31
13. Everlasting Girl – 1:32
14. Accelerator – 3:57

## Formazione[3]
- Dave Smalley - voce e chitarra
- Sam Williams - chitarra
- Milo Todesco - batteria
- Keith Davies - basso
- Mark Odechuck - voce di sottofondo
- John Tucci - voce di sottofondo
- Greg Dixon - fotografia
- Steve Hansgen - missaggio, ingegneria del suono
- Greg Smith - mastering